# Marie Schmolková

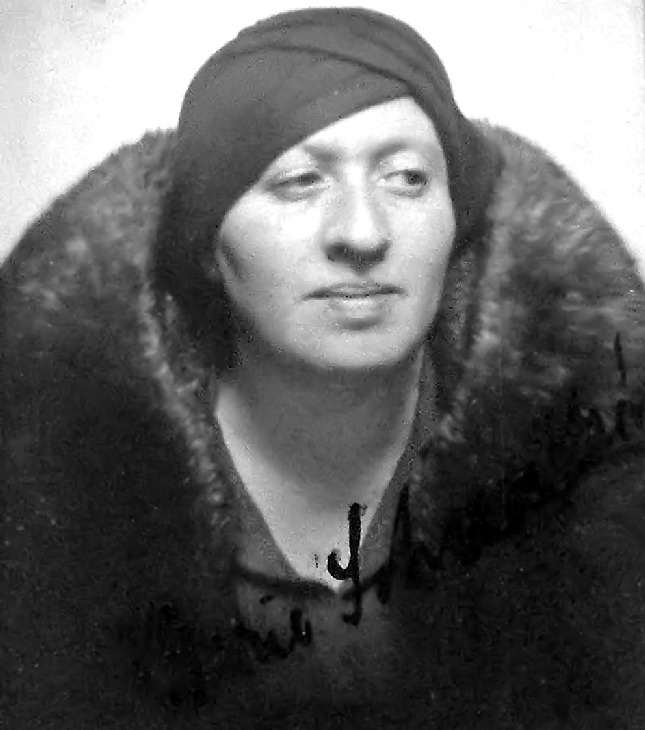
Marie Schmolková

Marie Schmolková (geborene Eisnerová, * 23. Juni 1893 in Prag, Österreich-Ungarn; † 27. März 1940 in London) war eine tschechoslowakische jüdische Sozialarbeiterin, überzeugte Zionistin und Vorsitzende des Nationalen Koordinierungsausschusses für Flüchtlinge in der Tschechoslowakei. In den 1930er-Jahren half sie, Tausende von hauptsächlich jüdischen Flüchtlingen vor der Verfolgung durch die Nationalsozialisten zu retten. Als einzige Delegierte der Tschechoslowakei nahm sie im Juli 1938 an der Konferenz von Évian über jüdische Flüchtlinge teil. Mit Hilfe von Nicholas Winton organisierte sie die sogenannten „Kindertransporte“ nach Großbritannien.

## Leben
Marie Eisnerová wurde in Prag als jüngstes Kind einer assimilierten jüdischen Familie geboren. Ihre Eltern, Hynek und Julie Eisner, betrieben ein Textilgeschäft. Sie besuchte eine höhere Mädchenschule in Prag; zu ihren Lehrerinnen zählte die bekannte Schriftstellerin Gabriela Preissová. Marie machte, vermutlich aus finanziellen Gründen, keine weitere Ausbildung, hörte aber im Jahr 1916 Vorlesungen an der Prager Karls-Universität. Sie half im elterlichen Geschäft und arbeitete später in einer kleinen Bank, in der sie es bis zur Stellvertreterin des Geschäftsführers brachte. Die Eisners waren nicht sehr religiös. Zuhause sprachen sie Tschechisch, beherrschten aber auch fließend Deutsch. Marie lernte auch sehr gut Französisch und Englisch. Nach dem Tod ihrer Mutter heiratete sie 1923 den wesentlich älteren verwitweten Leopold Schmolka (1868–1928), einen bekannten und wohlhabenden Prager Anwalt. Nach fünfjähriger Ehe starb Leopold. Die Ehe blieb kinderlos.
Nach dem Tod ihres Mannes unternahm Marie Schmolková eine Reise durch den Nahen Osten und besuchte Ägypten, Syrien und Palästina. Unter dem Eindruck dieser Reise schloss sie sich der zionistischen Bewegung an und trat in die Women’s International Zionist Organisation (WIZO) in Prag ein, wo sie bald eine führende Position einnahm. Sie war überzeugte Sozialdemokratin, engagierte sich politisch und widmete sich der Sozialarbeit. Sie gehörte auch dem Führungsgremium der Jüdischen Partei (Židovská strana) der Tschechoslowakei an.

## Hilfe für jüdische Flüchtlinge

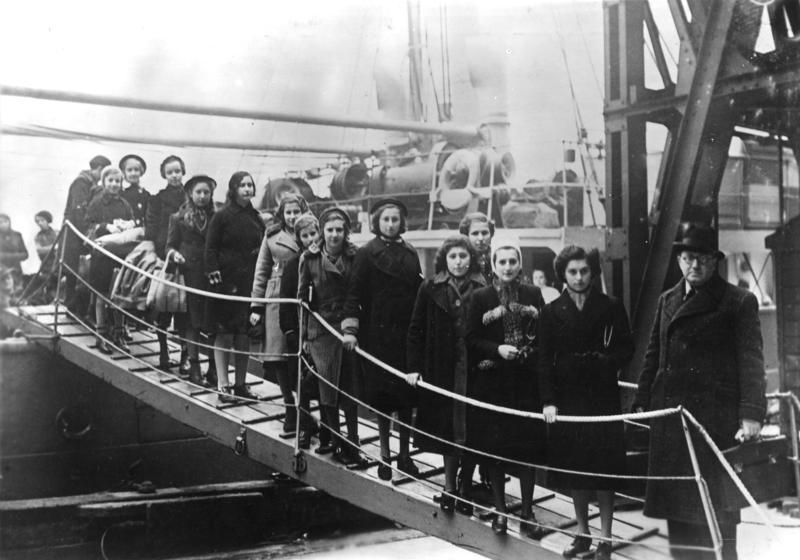
Ankunft jüdischer Flüchtlinge in London, Februar 1939.

Nach Hitlers Machtergreifung im Jahr 1933 organisierte Marie Schmolková Hilfen für Flüchtlinge, die in der Tschechoslowakei Schutz vor dem nationalsozialistischen Regime suchten. Sie übernahm den Vorsitz des Nationalen Koordinierungsausschusses für Flüchtlinge (Národní koordinační výbor pro uprchlíky), wo sie mit Milena Jesenská und Max Brod zusammenarbeitete. Schmolková verhandelte mit Behörden im In- und Ausland, besorgte Visa und versuchte, für die Flüchtlinge Wohnraum und Arbeitsplätze zu beschaffen. Sie repräsentierte den Koordinierungsausschuss auch auf internationaler Ebene.
Sie wurde Vertreterin der jüdischen Hilfsorganisationen Jewish Colonization Association (HICEM) und American Jewish Joint Distribution Committee (AJDC) und engagierte sich im Hilfskomitee von B’nai B’rith in Prag. Als Vertreterin ihres Landes nahm sie an den Sitzungen der Women’s International League for Peace and Freedom teil. Sie war die einzige tschechoslowakische Vertreterin im Flüchtlingskommissariat des damaligen Völkerbundes. Als tschechoslowakische Delegierte nahm sie im Juli 1938 an der Konferenz von Évian teil. Hier musste sie erleben, dass die Länder der damaligen freien Welt es ablehnten, jüdische Flüchtlinge aus dem nationalsozialistischen Deutschland aufzunehmen. Die Opfer des Hitler-Regimes wurden oft als Agenten und Propagandisten des Nationalsozialismus oder als Wirtschaftsflüchtlinge bezeichnet.
Nach dem Anschluss Österreichs und nach der Abtretung des Sudetenlandes an das nationalsozialistische Deutsche Reich im Oktober 1938 eskalierte die Flüchtlingskrise. Mehr als hunderttausend hauptsächlich deutsch-jüdische Flüchtlinge und Gegner des nationalsozialistischen Regimes kamen zusätzlich in das nicht besetzte tschechoslowakische Kernland. Das Land war überfordert und in der tschechischen Bevölkerung regte sich zudem starker Widerstand gegen die Deutschen. Schmolková besuchte die Gebiete, in denen die Flüchtlinge konzentriert waren, sammelte Material, um die öffentliche Meinung aufzurütteln, und schrieb Appelle an ausländische Botschafter in Prag und an jüdische Organisationen im Ausland.

„Diese Frau kennt jeden persönlich, der in den letzten fünf Jahren die Grenze überschritten hat. Sie kennt ihre Schicksale, sie kennt ihre Gefahren. Unter der Flut dieser Schicksale ist es, als gäbe es ihr eigenes nicht. Sie bewegt sich ständig zwischen Leben und Tod, zwischen den Behörden von London, Paris und Prag … Sie sieht fast nur Hoffnungslosigkeit und es gelingt ihr nach einer furchtbaren Anstrengung, ein wenig Hoffnung zu wecken. Aber sie ist so wunderbar ruhig, wie Gläubige es sind.“

Kein Land war bereit, den jüdischen Flüchtlingen zu helfen. Schließlich bot Großbritannien an, zumindest Kinder unter 17 Jahren aufzunehmen. Marie Schmolková und ihr Team arbeiteten eng mit britischen Flüchtlingshelfern zusammen, vor allem mit Doreen Warriner, einer Vertreterin der Hilfsorganisation British Committee for Refugees from Czechoslovakia (BCRC). Im Dezember 1938 lud sie Nicholas Winton nach Prag ein. Ihn hatte Doreen Warriner mit der Organisation der Auswanderung jüdischer Kinder beauftragt. Schmolková hegte keinen Zweifel daran, dass Deutschland bald die ganze Tschechoslowakei besetzen würde. In einem Wettlauf gegen die Zeit versuchte sie mit ihrem Team so vielen Kindern wie möglich die Ausreise zu ermöglichen. Diesem „tschechischen Kindertransport“ gelang es, insgesamt 669 tschechoslowakische Kinder jüdischer Herkunft vor dem Holocaust zu retten. Diese Kinder überlebten oft als einzige ihrer Familie den Krieg.
Gleich am 16. März 1939, einen Tag nach der Besetzung des Landes, wurden Schmolková und ihre Mitarbeiter vom Flüchtlingskomitee von der Gestapo verhaftet. Es folgten zwei Monate im Prager Gefängnis Pankrác, wo sie sich, obwohl sie Diabetikerin war, sechs- bis achtstündigen Verhören unterziehen musste. Erst nach Protesten der US-Botschaft, einer Reihe von tschechischen Politikern und der Frauenrechtlerin Františka Plamínková wurde sie am 18. Mai 1939 entlassen.
Im August 1939 sandte Adolf Eichmann, Leiter der Zentralstelle für jüdische Auswanderung in Prag, Marie Schmolková als Mitglied einer jüdischen Delegation nach Paris, um in Verhandlungen mit dem AJDC die jüdische Auswanderung zu beschleunigen. Zu dieser Zeit bedeutete „Auswanderung“ noch die Vertreibung ins Ausland, später bedeutete es nur noch die Deportation ins Konzentrationslager. In Paris erlebte Schmolková den Beginn des Zweiten Weltkrieges. Sie übersiedelte noch 1939 nach London und setzte dort ihre Bemühungen fort, den Flüchtlingen zu helfen.

## Tod
Ein halbes Jahr später starb Marie Schmolková in London an einem Herzinfarkt. Sie habe sich „zu Tode gearbeitet“, schreibt die Historikerin Anna Hájková.
Bei ihrer Trauerfeier im Londoner Golders Green Crematorium versammelten sich führende Vertreter der tschechoslowakischen Exilregierung und namhafte Zionisten. Die Begräbnisrede hielt der tschechoslowakische Außenminister im Exil, Jan Masaryk: „Gott befohlen, Mařenka, verlassen Sie sich auf uns. Wir werden einmütig sein, wir werden einander lieben, wir werden gewinnen und werden Sie nach Hause bringen. Ruhen Sie bis dahin und Ihr Geist helfe uns bei unserer gemeinsamen heiligen Arbeit für Frieden, Anstand und Freiheit.“ Dieses Versprechen hat die tschechoslowakische Regierung nie erfüllt.
Nach dem Krieg geriet Marie Schmolková völlig in Vergessenheit. Sie hat nicht einmal ein Grab. Die Aufzeichnungen besagen, dass ihre Asche „vom Bestattungsunternehmer weggetragen“ wurde.

## Gedenken

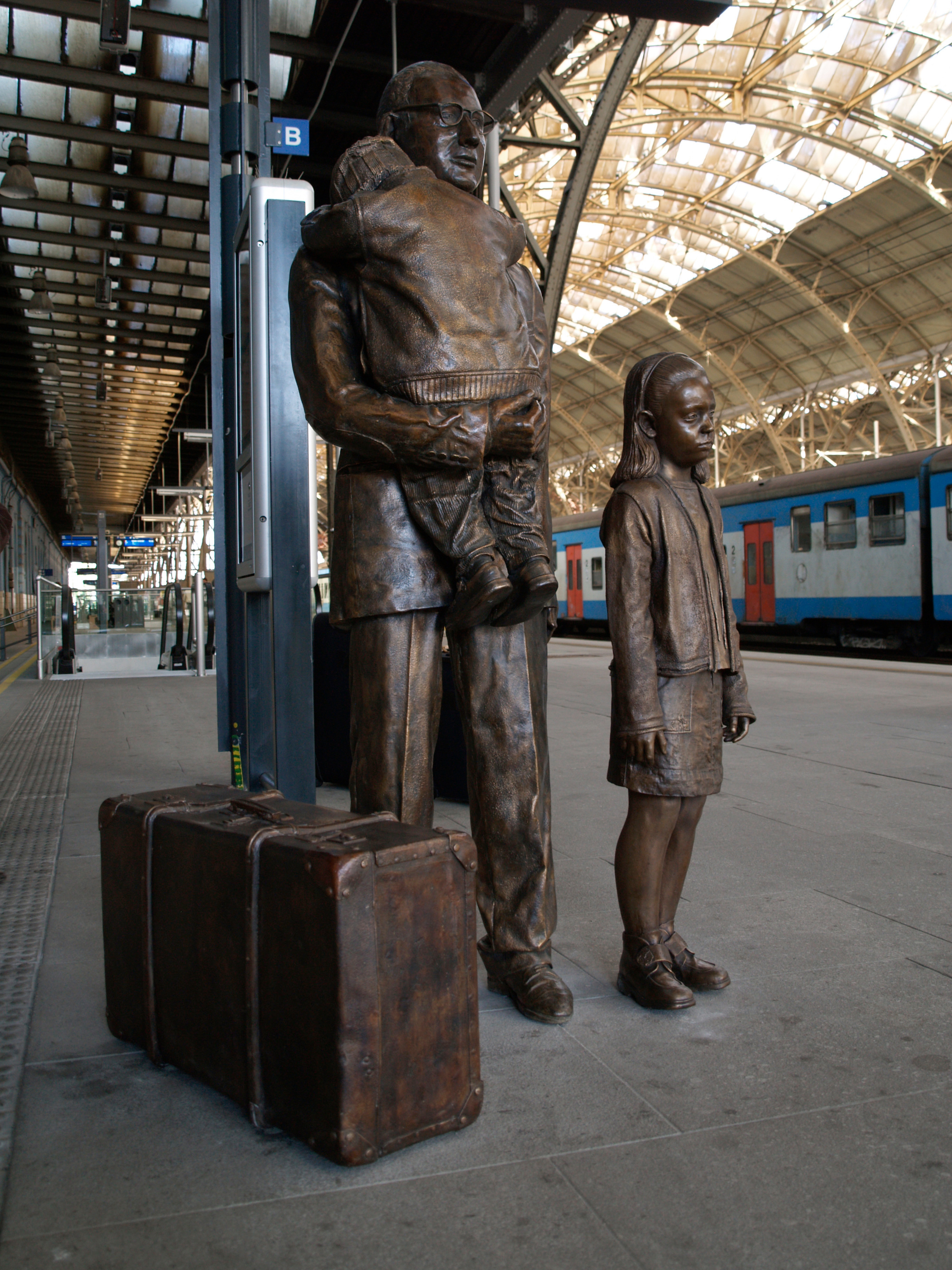
Denkmal für Nicholas Winton am Prager Hauptbahnhof

Die tschechoslowakische Exilgruppe von WIZO benannte sich zu ihren Ehren in The Marie Schmolka Society um und veröffentlichte im Jahr 1944 eine Gedenkbroschüre.
Die Historiker Martin Šmok und Anna Hájková gründeten im Oktober 2018 Společnost Marie Schmolkové – The Marie Schmolka Society in Prag. Ihr Ziel ist es, Marie Schmolková bekannt zu machen und sich für die Errichtung von Gedenkstätten in London und in Prag einzusetzen. Geplant sind jährliche Workshops und ein Marie-Schmolková-Preis für die besten Arbeiten über weibliche Sozialarbeiterinnen während des Holocaust.
Anna Hájková erinnert: „Wir haben vergessen, dass die Kindertransporte hauptsächlich von Frauen organisiert wurden, deren Namen heute in Vergessenheit geraten sind.“ Zu ihnen gehören Doreen Warriner und Marie Schmolková. „Genauer betrachtet war Nicholas Winton ein Praktikant von Marie Schmolková.“ Anna Hájková bedauert: „Während an Nicholas Winton eine Statue am Prager Hauptbahnhof erinnert und er eine der höchsten staatlichen Auszeichnungen der Tschechischen Republik erhielt, existiert für Marie Schmolková keine Gedenkstätte.“
Am 22. Oktober 2019 verlieh Prag 1 Marie Schmolková die Ehrenbürgerschaft in memoriam.